# Jumpol Adulkittiporn
Jumpol Adulkittiporn (tiếng Thái: จุมพล อดุลกิตติพร, phiên âm: Chum-bon A-đun-kít-ti-bon, sinh ngày 20 tháng 1 năm 1991) còn có nghệ danh là Off (ออฟ), là một diễn viên, ca sĩ và người dẫn chương trình người Thái Lan trực thuộc GMMTV. Anh dần biết đến với các vai diễn trong loạt series phim Senior Secret Love: Puppy Honey & Senior Secret Love: Puppy Honey 2 (2016-2017), Our Skyy (2018), Theory of Love (2019), Not Me (2022).

## Tiểu sử và sự nghiệp

### Tiểu sử
Off sinh ngày 20 tháng 1 năm 1991 tại Băng Cốc, Thái Lan. Anh đã tốt nghiệp bằng cử nhân Khoa Công nghệ Thông tin và Truyền thông tại Đại học Silpakorn.

### Sự nghiệp
Năm 2013, anh bắt đầu tham gia vào làng giải trí và Off là một trong những MC dẫn chương trình âm nhạc nổi tiếng ở Thái Lan, LIVE FIVE FRESH với Tawan Vihokatana (Tay), Korawit Boonsri (Gun), Thirathat Sriboonnak (Bond), Thitipoom Techaapaikhun (New), Pariyavit Suvitayawat (Kikey). Sau khi chương trình kết thúc, Off đã ra mắt với tư cách là diễn viên thông qua vai diễn khách mời trong phim Hormones (2013). Vào năm 2014, anh có vai chính đầu tiên trong phim Room Alone 401-410. Hiện nay, Off đang hoạt động dưới công ty GMMTV.

## Điện ảnh

### Phim truyền hình
| Năm  | Tên phim                             | Nhân vật  | Vai       | Ct.    |
| ---- | ------------------------------------ | --------- | --------- | ------ |
| 2013 | Hormones                             |           | Khách mời |        |
| 2014 | Room Alone 401-410                   | Puen      | Vai chính | [ 4 ]  |
| 2015 | Wifi Society: The Horror Home        | Sam       | Vai chính |        |
| 2015 | Ugly Duckling: Pity Girl             | Tom       | Vai phụ   |        |
| 2015 | Room Alone 2                         | Puen      | Vai chính | [ 5 ]  |
| 2016 | Senior Secret Love: Puppy Honey      | Pick      | Vai chính | [ 6 ]  |
| 2016 | SOTUS: The Series                    | Bright    | Vai phụ   |        |
| 2017 | Love Songs Love Series: Still Single | Nem       | Vai phụ   |        |
| 2017 | Senior Secret Love: Puppy Honey 2    | Pick      | Vai chính | [ 7 ]  |
| 2017 | U-Prince Series: The Ambitious Boss  | Li Tang   | Vai chính |        |
| 2017 | Teenage Mom: The Series              |           | Khách mời |        |
| 2017 | Bangkok Love Story: Keep Love        | Joe       | Vai phụ   |        |
| 2017 | Fabulous 30: The Series              | Zen       | Vai phụ   | [ 8 ]  |
| 2017 | SOTUS S: The Series                  | Bright    | Vai phụ   |        |
| 2018 | Chuamong Tong Mon                    | Sun       | Vai phụ   |        |
| 2018 | Our Skyy                             | Pick      | Vai chính | [ 9 ]  |
| 2019 | Wolf                                 | Por       | Vai chính | [ 10 ] |
| 2019 | Theory of Love                       | Khai      | Vai chính | [ 11 ] |
| 2020 | Girl Next Room: Motorbike Baby       | Krathing  | Khách mời |        |
| 2020 | Girl Next Room: Midnight Fantasy     | Krathing  | Vai phụ   |        |
| 2020 | Girl Next Room: Richy Rich           | Krathing  | Vai chính | [ 12 ] |
| 2020 | Girl Next Room: Security Love        | Krathing  | Khách mời |        |
| 2020 | Fai Sin Chua                         | Ron       | Vai phụ   | [ 13 ] |
| 2020 | I'm Tee, Me Too                      | Mae-Tee   | Vai chính | [ 14 ] |
| 2020 | The Shipper                          |           | Khách mời |        |
| 2021 | Girl2K                               | Thawin    | Vai chính |        |
| 2021 | 46 Days                              | Pat       | Vai chính | [ 15 ] |
| 2021 | Not Me Series                        | Sean      | Vai chính |        |
| 2022 | 10 Year Ticket                       | Plu       | Vai chính | [ 16 ] |
| 2022 | Midnight Series: Midnight Motel      | Mote      | Vai chính |        |
| 2022 | Astrophile                           | Tankhun   | Vai chính | [ 17 ] |
| 2023 | The Jungle                           | Pine/Lion | Vai chính |        |
| 2023 | Cooking Crush                        | Ten       | Vai chính |        |
| 2024 | The trainee                          | Jane      | Vai chính |        |

### Tập đặc biệt
| Năm  | Tên phim                                       | Nhân vật   | Vai       | Ct. |
| ---- | ---------------------------------------------- | ---------- | --------- | --- |
| 2014 | A Love Exchange: True Love, Crush              | Pop        | Vai chính |     |
| 2016 | Kon Mee Sanay                                  | Off        | Vai phụ   |     |
| 2016 | Little Big Dream                               | Khách hàng | Khách mời |     |
| 2019 | Love from Outta Space                          | Off        | Vai chính |     |
| 2020 | Cornetto Love Expert                           |            | Vai chính |     |
| 2020 | Theory of Love : Special Episode "Stand By Me" | Khai       | Vai chính |     |

### TV Show
| Năm            | Tên chương trình                        | Dẫn chương trình | Ct. |
| -------------- | --------------------------------------- | --- | --- |
| 2014 - 2015    | Five Live Fresh                         | Co-host Tawan Vihokatana (Tay), Korawit Boonsri (Gun), Thirathat Sriboonnak (Bond), Thitipoom Techaapaikhun (New), Pariyavit Suvitayawat (Kikey) |     |
| 2015 - 2016    | Proteen                                 | Co-host Chatchawit Techarukpong (Victor) |     |
| 2016           | ชิงกันเทรนด์ (Trend Battle)                | Co-host Leo Saussay |     |
| 2017 - 2018    | OffGun Fun Night Season 1               | Co-host Atthaphan Phunsawat (Gun) |     |
| 2018 - present | School Rangers                          | Co-host Atthaphan Phunsawat (Gun) and many others.                                                                                               |     |
| 2018           | แต่งหน้ากันครับ (Let's Put On Makeup)       | Co-host Atthaphan Phunsawat (Gun) |     |
| 2019           | Beauty & The Babes Season 2             | Coach |     |
| 2019 - present | OffGun Fun Night Season 2               | Co-host Atthaphan Phunsawat (Gun) |     |
| 2020           | Live At Lunch Season 1                  | Host ep. 5 & 11 |     |
| 2020           | เฟรนด์ขับ (Friend Drive)                  | Co-host Tawan Vihokatana (Tay) và Weerayut Chansook (Arm)                                                                                        |     |
| 2020           | Beauty & the Babes Season 3             | Coach |     |
| 2020 - 2022    | รสมือแม่ (OffGun Mommy Taste)             | Co-host Atthaphan Phunsawat (Gun) |     |
| 2020           | Dear Future Diary Thailand              | (Ep. 5-7) Co-host Atthaphan Phunsawat (Gun) |     |
| 2021           | Live At Lunch Season 2                  | Host ep. 4 |     |
| 2021           | Live At Lunch: Friend Lunch Friend Live | Co-host ep. 5 & 7 |     |
| 2021           | Safe House Season 2: Winter Camp        | Member |     |
| 2022           | Safe House Season 3: Best Bro Secret    | Member |     |
| 2022           | Magic Eyes Challenge by Isuzu           | Contestant |     |

### Video ca nhạc
| Năm  | Tên bài hát                                 | Ca sĩ | Ghi chú                                | Ct. |
| ---- | ------------------------------------------- | --- | -------------------------------------- | --- |
| 2013 | อยากรู้ (Yak Ru)                              | Plastic Plastic |                                        |     |
| 2014 | สัญญาณ (Sign)                                | Jetset'er |                                        |     |
| 2014 | จิ๊กซอว์ (Jigsaw)                              | Kanitlul Nedtabud (Praew) |                                        |     |
| 2014 | ลอง (Try)                                   | Paradox |                                        |     |
| 2016 | แอบเพ้อเจ้อ (Ab Per Jer)                      | Rangsan Panyaruen (Songkran) | OST. Senior Secret Love: Puppy Honey   |     |
| 2016 | คนมีเสน่ห์ (Kon Mee Sa Ne)                     | Nakarin Kingsak (Kang) |                                        |     |
| 2016 | ฝน (Rain)                                   | Scrubb |                                        |     |
| 2017 | ยืนยันแค่เธอคนเดียว (Yeun Yun Kae Tur Kon Diow) | Achirawich Saliwattana (Gun) | OST. Senior Secret Love: Puppy Honey 2 |     |
| 2017 | หนี (Nee)                                    | Worranit Thawornwong (Mook) | OST. Senior Secret Love: Puppy Honey 2 |     |
| 2017 | Miss You (Cover)                            | Worranit Thawornwong (Mook) Phurikulkrit Chusakdiskulwibul (Amp) |                                        |     |
| 2017 | คนเจ้าชู้(บีดับบีดู) (Cover)                       | Worranit Thawornwong (Mook) Phurikulkrit Chusakdiskulwibul (Amp) |                                        |     |
| 2018 | เข้าใจใช่ไหม (Khao Jai Chai Mai)              | Pattadon Janngeon (Fiat) | OST. Our Skyy                          |     |
| 2019 | เกมล่าเธอ (Game Lar Ter)                     | Suthita Chanachaisuwan (Image) | OST. Wolf                              |     |
| 2019 | ความเงียบดังที่สุด (The Loudest Silence) (Cover) | Jumpol Adulkittiporn (Off) Atthaphan Phunsawat (Gun) |                                        |     |
| 2019 | พระเอกจำลอง (Fake Protagonist)              | Getsunova | OST. Theory of Love                    |     |
| 2020 | รักตัวเองบ้างนะ (Love Yourself)                | Worranit Thawornwong (Mook) | OST. Girl Next Room                    |     |
| 2020 | เล็ก ๆ บ่อย ๆ (Leklek Boiboi)                 | Gungun Preechavuttikhun | OST. I'm Tee Me Too                    |     |
| 2020 | ไม่รักไม่ลง (Too Cute To Handle)               | Jumpol Adulkittiporn (Off) Atthaphan Phunsawat (Gun) |                                        |     |
| 2021 | Not Me                                      | Tanatat Chaiyaat (Kangsom) | OST. Not Me                            |     |
| 2022 | เข้าข้างตัวเอง (My Side)                       | Jumpol Adulkittiporn (Off) Atthaphan Phunsawat (Gun) | OST. Not Me                            |     |
| 2022 | Save All Memories In This House             | Jumpol Adulkittiporn (Off) Atthaphan Phunsawat (Gun) Pirapat Wattanasetsiri (Earth) Sahaphap Wongratch (Mix) Jitaraphol Potiwihok (Jimmy) Tawinan Anukoolprasert (Sea) Thanawin Teeraphosukarn (Louis) Trai Nimtawat (Neo) Natachai Boonprasert (Dunk) Archen Aydin (Joong) | MV của Safe House Season 3             |     |

## Âm nhạc
| Năm  | Tên bài hát                                 | Ca sĩ |
| ---- | ------------------------------------------- | --- |
| 2019 | ความเงียบดังที่สุด (The Loudest Silence) (cover) | Jumpol Adulkittiporn Atthaphan Phunsawat |
| 2020 | ไม่รักไม่ลง (Too Cute To Handle) (đĩa đơn)     | Jumpol Adulkittiporn Atthaphan Phunsawat |
| 2020 | ตุ๊บๆ จุ๊บๆ OK! (Jubjub Tubtub OK!) (đĩa đơn)   | Jumpol Adulkittiporn Atthaphan Phunsawat Prachaya Ruangroj Perawat Sangpotirat Vachirawit Chivaaree Metawin Opasiamkajorn                                                                              |
| 2022 | เข้าข้างตัวเอง (My side) (nhạc phim Not Me)    | Jumpol Adulkittiporn Atthaphan Phunsawat |
| 2022 | Save All Memories In This House (đĩa đơn)   | Jumpol Adulkittiporn Atthaphan Phunsawat Pirapat Wattanasetsiri Sahaphap Wongratch Jitaraphol Potiwihok Tawinan Anukoolprasert Thanawin Teeraphosukarn Trai Nimtawat Natachai Boonprasert Archen Aydin |

## Giải thưởng
| Năm  | Giải thưởng                                          | Hạng mục                                          | Tác phẩm                 | Kết quả   |
| ---- | ---------------------------------------------------- | ------------------------------------------------- | ------------------------ | --------- |
| 2017 | Great Stars Social Awards                            | Couple of the Year (cùng với Atthaphan Phunsawat) | Secret Love: Puppy Honey | Đề cử     |
| 2018 | Maya Awards                                          | Best Couple (cùng với Atthaphan Phunsawat)        | Secret Love: Puppy Honey | Đề cử     |
| 2018 | HOWE Awards                                          | Best Couple (cùng với Atthaphan Phunsawat)        |                          | Đoạt giải |
| 2018 | Great Stars Social Awards                            | Best Couple (cùng với Atthaphan Phunsawat)        |                          | Đề cử     |
| 2019 | ManGu Magazine Thailand Headlines Person of the Year | Best Couple (cùng với Atthaphan Phunsawat)        | Theory of Love           | Đoạt giải |
| 2019 | Maya Awards                                          | Best Couple (cùng với Atthaphan Phunsawat)        | Theory of Love           | Đoạt giải |
| 2019 | LINE TV Awards                                       | Best Couple (cùng với Atthaphan Phunsawat)        | Our Skyy                 | Đoạt giải |
| 2019 | Great Stars Social Awards                            | Best Couple (cùng với Atthaphan Phunsawat)        |                          | Đoạt giải |
| 2019 | Kazz Awards                                          | Kazz Magazine's Choice (Male)                     |                          | Đoạt giải |
| 2020 | LINE TV Awards                                       | Best Couple (cùng với Atthaphan Phunsawat)        | Theory of Love           | Đoạt giải |
| 2020 | Maya Awards                                          | Best Couple (cùng với Atthaphan Phunsawat)        | Theory of Love           | Đề cử     |
| 2020 | Joox Thailand Music Awards                           | Most Stylish Male                                 |                          | Đoạt giải |
| 2021 | Kazz Awards                                          | Top Actor Award                                   |                          | Đề cử     |
| 2022 | Maya Awards                                          | Best Couple (cùng với Atthaphan Phunsawat)        | Theory of Love           | Đề cử     |